# Gargždai
Gargždai (tyska: Garsden) är en stad i västra Litauen. Gargždai, som för första gången nämns i ett dokument från år 1253, hade 13 884 invånare år 2018.

## Andra världskriget
Kort efter inledandet av Operation Barbarossa i juni 1941 arkebuserades 201 judar i Gargždai av tysk skyddspolis. De ansvariga var Hans-Joachim Böhme och Bernhard Fischer-Schweder.

## Sport
- FK Banga – fotbollsklubb.[2]
- FK Banga (damer) eller MFK Banga – fotbollslag för damer.
- Gargždų miesto centrinis stadionas eller Stadsstadion Gargždai.[3][4]